# Niewiesz-Kolonia
Niewiesz-Kolonia (do 2008 Niewiesz) – wieś w Polsce położona w województwie łódzkim, w powiecie poddębickim, w gminie Poddębice przy drodze krajowej nr 72.
W latach 1975–1998 miejscowość położona była w województwie sieradzkim.